# Marlene Ahrensová
Marlene Ahrensová Ostertagová (27. července 1933 Concepción – 17. června 2020) byla chilská atletka. Získala stříbrnou medaili v hodu oštěpem na letních olympijských hrách v roce 1956 v Melbourne výkonem 50,38 metrů. Je matkou novinářky Karin Ebenspergerové.